# Hugo Chávez
Hugo Rafael Chávez Frías (28. července 1954 Sabaneta – 5. března 2013 Caracas) byl venezuelský politik, v letech 1999–2013 prezident Venezuely. V roce 1992 se neúspěšně pokusil o vojenský puč.
Ctil myšlenky Simóna Bolívara. Za svůj politický program vyhlásil Socialismus 21. století. Jeho vedení zahraniční politiky Venezuely a zákaz privatizace a čerpání jejího přírodního bohatství bylo předmětem kritiky Washingtonu. Orientoval se na spolupráci s Ruskem a levicovými jihoamerickými vládami. Podporu nacházel mezi nejchudšími obyvateli Venezuely, naopak u bohatých vrstev oblíben nebyl.[zdroj?]

## Život
Narodil se do chudé rolnické rodiny. Jeho otec i jeho matka obdělávali pole a učili na vesnické škole. Vliv na něj měla také jeho babička, která jej spolu s rodiči vychovávala, a dědeček, který byl vojákem z povolání. Byl členem římskokatolické církve. V 17 letech vstoupil do venezuelské armády, později vystudoval sociologii na vojenské akademii v Caracasu, v roce 1990 rovněž ukončil na univerzitě Simóna Bolívara studium politologie.
Dne 24. června 1983 založil revoluční hnutí Movimiento Bolivariano Revolucionario 200, které vedl až do poloviny 90. let.
Dne 4. února 1992 se pokusil provést se svou skupinou vojenský převrat proti vládě prezidenta Carlose Andrese Pereze, která zavedla nepopulární ekonomická opatření. Pokus o puč skončil neúspěšně už po 12 hodinách a Chávez byl odsouzen k odnětí svobody. Tento, byť neúspěšný, pokus nicméně vyvolal sympatie u nižší a střední třídy a Chávez vstoupil do povědomí Venezuelanů. Po dvou letech ve vězení byl omilostněn.
Přesvědčivě vyhrál prezidentské volby 6. prosince 1998, když svou kampaní proti korupci a chudobě oslovil převážně lidové vrstvy a získal 56 % hlasů.[zdroj?]
V červnu 2011 oznámil, že má rakovinový nádor, který si však nechal na Kubě vyoperovat. Rakovina se ovšem vrátila a v lednu 2013 mu začala způsobovat potíže s dýcháním. Dne 5. března 2013 nemoci podlehl.
Jak nynější venezuelský prezident Maduro, tak např. ruský politik Gennadij Zjuganov si nemyslí, že by Chávezovo onemocnění a následná smrt byla ryze dílem náhody, a požadují vyšetření.

## Prezidentem
V únoru 1999 se Chávez chopil prezidentského úřadu a již brzy si nechal od parlamentu odhlasovat zvláštní práva v hospodářství.[zdroj?] V dubnu 1999 vypsal referendum, které odsouhlasilo vytvoření nové ústavy. V ústavodárném shromáždění, které bylo následně zvoleno, měla prochávezovská koalice přes 90 % většinu (121 míst ze 131).
V srpnu 1999 rezignoval předseda nejvyššího soudu Cecilia Sosa na protest proti možnosti zásahu ústavodárného shromáždění do personálního složení soudu a Chávez nad tímto shromážděním vyhlásil výjimečný stav a tím na sebe převzal moc zasahovat do práce státních úřadů i justice a případně je i rozpouštět. Novou ústavou se také změnil název země na Bolívarovskou republiku Venezuela.
Dne 14. listopadu 1999 nechal pomocí referenda nahradit ústavu platnou od roku 1961.[zdroj?] Tato nová ústava sice rozšiřuje moc prezidenta a zakazuje jakoukoli privatizaci státních zásob ropy, zavádí ale do venezuelské politiky i některé demokratické prvky, dává volební právo příslušníkům armády a přiznává indiánskému obyvatelstvu 54 % země.
Ve volbách v roce 2000 byl potvrzen v úřadu více než 60 % hlasů. V parlamentních volbách obdržela jeho strana 99 ze 165 křesel. Díky své většině v parlamentu vypisoval stále více dekretů, které posilovaly jeho moc, což naráželo na silnou kritiku doma i v zahraničí, zvláště v USA.
V témže roce svolal konferenci o budoucnosti fosilních paliv a obnovitelných zdrojů, na které představitele zemí OPEC přesvědčoval o novém systému obchodování s ropou a zemním plynem, který by byl založen na přímé směně za zboží (barter) a ve kterém by tedy nemusela figurovat žádná „petroměna“. Výsledky konference v září 2000 prezentoval na summitu zemí OPEC.
V prosinci 2000 vyhlásil referendum, díky němuž chtěl dosáhnout reorganizace odborů, v nichž plánoval vyměnit vedení, které převážně náleží k opozici. V referendu tento návrh podpořily asi dvě třetiny hlasů. Nejsilnější opoziční strana Accion Democratica, se neúspěšně pokusila o převrat.

### Pokus o puč

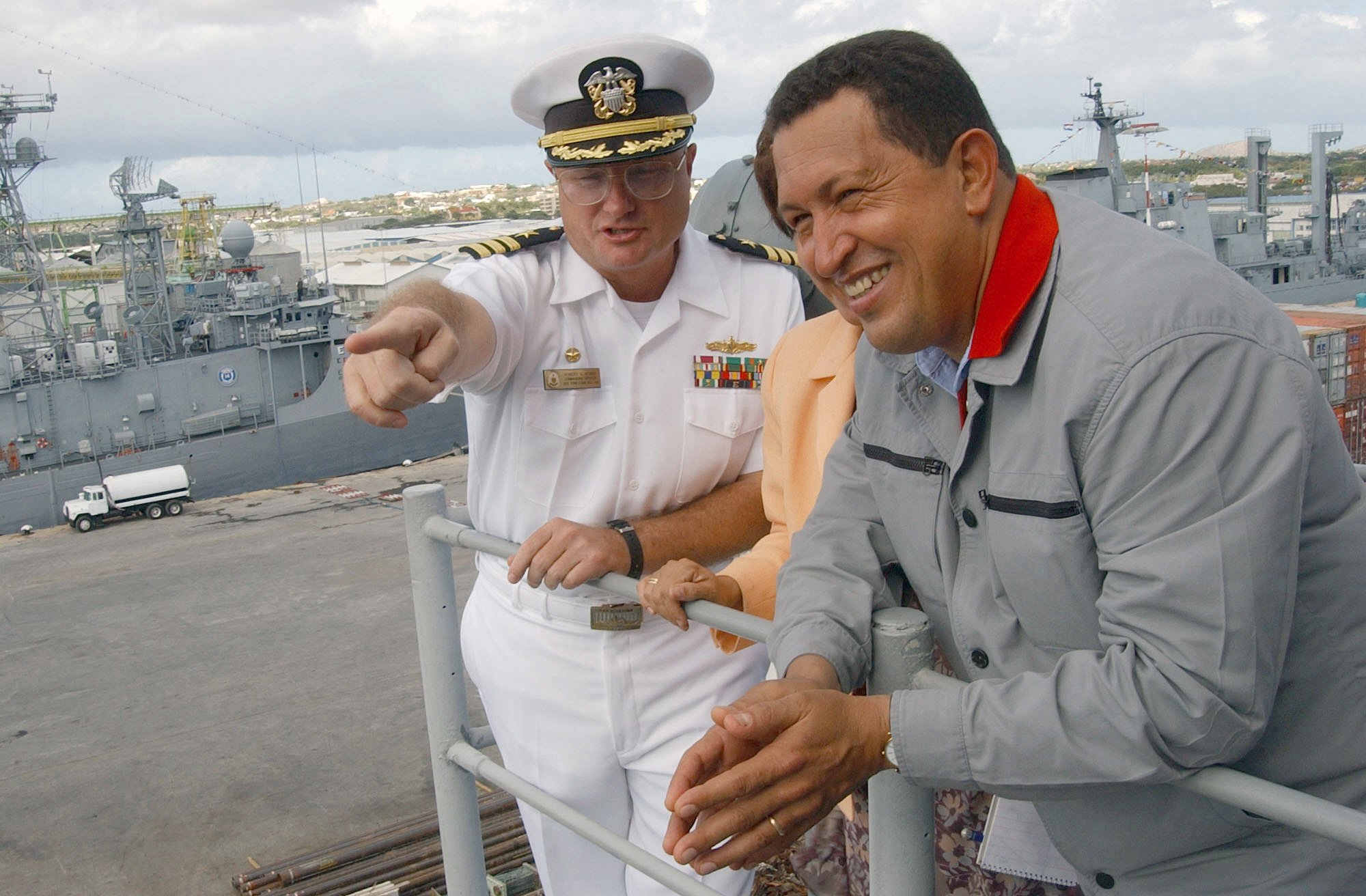
Hugo Chávez na návštěvě amerického válečného křižníku USS Yorktown (2002)

Na začátku roku 2002, poté, co vyměnil špičky státního ropného koncernu PDVSA, reagoval svaz odborů, obchodních společností, katolické církve, předchozích vládních stran a soukromých televizních společností a na 11. dubna 2002 Carlos Ortega vyhlásil generální stávku.
Týž den se ale blízko místa, kde Chávez pobýval, objevili i jeho příznivci, aby mu vyjádřili podporu. Situace se vymkla kontrole, když Ortega demonstrující vyzval, aby si „pro Cháveze došli“ do prezidentského paláce, kde v tu dobu jednal s několika ministry. Kolem 14. hodiny, kdy se oba davy měly střetnout, je armáda oddělila. Mezi 2. a 3. hodinou odpolední se (neznámo odkud) ozvaly výstřely a několik lidí bylo zabito střelou do hlavy. Nepokoje pokračovaly a ke konci dne bylo zabito několik (uváděno 19) demonstrantů a stovky dalších zraněny.
Chávez zůstal (na pokyn složek zajišťujících jeho bezpečnost) v paláci, kde se spolu s přítomnými ministry stal na několik hodin de facto rukojmím, izolovaným od okolní situace. Tam mu ve večerních hodinách Pedro Carmona doručil listinu s jeho rezignací. Poté, co ji odmítl podepsat, dostal ultimátum – do cca 4:00 ráno následujícího dne musí rezignovat, jinak se prezidentský palác stane cílem leteckého útoku. V ten moment bylo zbylým rezidentům paláce doporučeno odejít; zůstaly jen armádní složky, několik politických poradců a novinářů. V 3:30 z místnosti (do které novinářům nebyl povolen přístup) vyšla ministryně pro životní prostředí a přečetla, že bylo potvrzeno, že se jedná o puč, že Chávez rezignaci nepodepíše, ale rozhodl se být místo toho vydán. Ty složky armády, které patřily k pučistům, Cháveze zatkly a drželi jej na vojenské základně na ostrově Orchila. Ve stejný den byl Pedro Carmona vojenskými špičkami prohlášen za prozatímního prezidenta a rozpustil národní shromáždění a Nejvyšší soud.
Státní převrat ovšem vyvolal masové protesty u široké vrstvy obyvatel, kteří v tomto čase stáli pevně za ním, a během oslav vítězství prezidentská garda obsadila prezidentský palác a zatkla pučisty. Prezident Chávez byl propuštěn z vězení a 13. dubna znovu uveden do úřadu.

### Pokračování v prezidentském úřadu

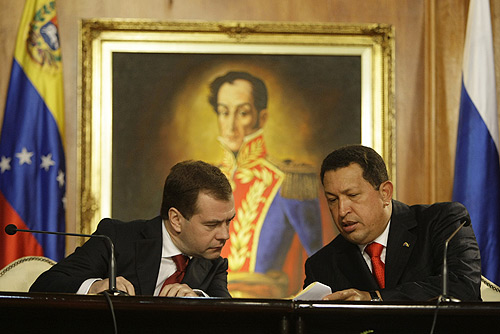
Hugo Chávez a ruský prezident Dmitrij Medveděv, 2008 (v pozadí portrét Simóna Bolívara)

Počátkem roku 2005 vyhlásil jako cíl, ke kterému bude jeho vláda směřovat: socialismus 21. století.
V prezidentských volbách 3. prosince 2006 získal 62,8 % hlasů (při volební účasti cca 75 %), a stal se tak prezidentem i pro další volební období 2007–2013.
Dne 15. února 2009 referendum potvrdilo návrh, který předložil Hugo Chávez, podle kterého on a další politici budou moci získat neomezený počet mandátů, a tak případně vládnout i doživotně.
Naposled byl do funkce prezidenta zvolen na konci roku 2012. Inaugurace se měla konat 10. ledna 2013, kvůli jeho špatnému zdravotnímu stavu ale byla odložena na neurčito. Chávez nakonec zemřel 5. března 2013, dříve, než slavnostní přísahu stihl složit.

### Sympatie a antipatie k Chávézovi
Zjednodušeně se dá říci, že zatímco odpůrci Chávéze pocházeli většinou z vyšších tříd, jeho sympatizanti se naopak rekrutovali z chudých vrstev Venezuely.[zdroj?]
Mezi důvody, pro které si sympatizanti Chávéze chválili, se nejčastěji objevovala důvěra ve skutečnou změnu a dokončení „revoluce“ (za tímto pojmem se schovává to, co Chávez nazýval jako návrat země, její půdy a zdrojů jejím obyvatelům; jiní o tomtéž referovali jako o „redistribuci bohatství“ – laicky řečeno převzetí nerostných bohatství a jiných nejdůležitějších zdrojů zisku od nadnárodních korporací státem). Z úst odpůrců Cháveze bylo možné slyšet kritiku jeho spřízněnosti s jinou americkou zemí – Kubou a jejím někdejším vůdcem Fidelem Castrem.

### Zahraniční politika
Podle analýzy Interpolu jsou pravá počítačová data, svědčící o Chávezově podpoře kolumbijských levicových povstalců z Revolučních ozbrojených sil Kolumbie (FARC).
Později Hugo Chávez svou podporu zastavil a dokonce vyzval FARC k odzbrojení a ukončení vojenských operací. Změna kursu je dávána především do souvislosti s původními špatnými vztahy s bývalým kolumbijským presidentem Alvarem Uribem a podstatně lepšími vztahy se současným prezidentem Santosem.
Ve světě vedle Kuby navázal a budoval vztahy s Irákem, Íránem a Libyí. Po invazi Afghánistánu ze strany USA po útocích 11. září 2001 Chávez Spojené státy otevřeně kritizoval. Na půdě OSN dokonce nazval George Bushe mladšího „ďáblem“.

### Ekonomická a sociální politika
Chávez zastával politiku, již nazýval socialismem 21. století. V jejím rámci se snažil o snížení chudoby a sociálních rozdílů v zemi a zlepšování veřejných služeb.
Ekonomická expanze Venezuely započala, když vláda převzala kontrolu nad ropnou společností PDVSA v prvním kvartálu roku 2003. Od té doby nastalo několik změn v ekonomických a společenských ukazatelích:
- reálné, o inflaci upravené HDP se díky růstu těžby ropy a její ceny téměř zdvojnásobilo,
- většina ekonomického růstu pocházela ze státního ropného sektoru, soukromý sektor přesto rostl rychleji než veřejný,
- míra chudoby byla snížena z 54,5 % populace na 31,8 % v roce 2009, ale od té doby opět roste (2011: 33,2 %)
- extrémní chudoba poklesla o více než 72 %,
- mezi lety 1998 a 2006 se výdaje na sociální oblast na obyvatele více než ztrojnásobily,
- dětská úmrtnost klesla o více než třetinu,
- počet praktických lékařů se více než zdvanáctinásobil,
- mezi lety 1999 a 2008 výrazně ubylo analfabetů a vzdělání se celkově zlepšilo, zejména to vyšší (zdvojnásobil se počet přijímaných studentů na VŠ),
- za stejné období nezaměstnanost vzrostla z 11,3 na 13,6 % (krátce během jara 2003 vlivem stávek v ropném průmyslu stoupla na 19,2),
- přístup k pitné vodě stoupl z 80 na 92 %
- přístup k sanitaci (koupel, sprcha, …) stoupl z 62 na 82 %
- od roku 1998 do začátku roku 2009 vzniklo ve Venezuele 2,9 milionu nových pracovních míst,
- za stejnou dobu stoupl počet vyplácených (starobních, invalidních) důchodů a životního minima z 1,7 na 4,4 %
- celkový dluh vlády se zvýšil z 29% v roce 2011 na 49 % GDP v roce 2012,
- inflace se pohybuje přes 20 %, i když se v roce 2012 (20,9 %) snížila oproti roku 2011 (26,1 %)
- výdaje státního rozpočtu vzrostly v roce 2012 na 175,3, příjmy dosáhly jen 116,3 mld. USD
- rozvoj hospodářství brzdí extrémně vysoké úrokové sazby (29,5 % je diskontní úroková sazba centrální banky)

Venezuela nyní v reakci na světovou krizi provádí silnou fiskální expanzi. Inflace však neklesá a zdá se být hlavním problémem venezuelské ekonomiky, stejně jako implikace inflace na měnový kurz. Vyšší inflace totiž vede k nadhodnocení bolívaru vůči americkému dolaru (reálná apreciace).
Negativní důsledky Chávezovy ekonomické politiky
- Obrovská míra inflace, dosahující 63 %, což je bezkonkurenčně nejvyšší číslo v Latinské Americe.  Důsledkem je enormní nárůst veškerých cen. Ekonomové většinou vinu svalují na prudké zvyšování peněžní zásoby, tedy množství peněz v ekonomice, které zdaleka překračuje ekonomický růst. Poukazují i na nedostatek dolarů, kvůli němuž mnoho firem nemůže dovážet suroviny.
- Potraviny jsou v roce 2016 běžně na příděl, je nedostatek téměř všeho, včetně toaletního papíru a základních potravin.
- Chavez odradil zahraniční investice a státní ropnou společnost poškodil tak, že její produkce klesla od roku 1999 o 25 %. A klesají i exporty. Režim se sice snažil pomoci chudým, utratil při tom ale mnohem více, než si mohl dovolit. Vláda dnes dosahuje deficitů ve výši 14 % HDP a tuto mezeru lze zaplnit pouze tištěním peněz. Ty tak ale ztrácejí hodnotu a inflace oficiálně dosahuje 64 %, ve skutečnosti se však může pohybovat kolem 179 %. Bank of America odhaduje, že pokud se systém nezmění, zvýší se inflace možná až na 1 000 %.
- V roce 2014, byl výkon Venezuelské ekonomiky jednoznačně nejhorší v regionu. Pokles HDP za tento rok byl závažných 4,8 %.
- V roce 2015 Venezuela čelí nejhorší ekonomické krizi za posledních sedmdesát let. Měna je znehodnocená obrovskou inflací, zboží v obchodech dochází a vláda už přestala sdělovat i základní ekonomické ukazatele o stavu země. Podle ekonomů hrozí, že současná ekonomická krize přeroste v rozpad politiky i společnosti.
- Důsledkem této politiky je i enormní nárůst kriminality, loupeží a vražd v chudinských čtvrtí. V hlavním městě Venezuely míra vražd patří mezi nejvyšší na světě. Násilí je tu spojeno hlavně s drogami, což vychází i z polohy země. Ozbrojené loupeže jsou ve městě běžné, a to dokonce i v oblastech, které jsou považovány za bezpečné a navštěvují je turisté. Problémem jsou stále rychlé únosy osob výměnou za hotovost. Ještě horším faktem je skutečnost, že sami policisté se na únosech také podílí.

### Program vyvlastňování a znárodňování
Chávez v rámci své politiky uplatňoval rozsáhlý program vyvlastňování a znárodňování klíčových sektorů ekonomiky. Znárodnil např. venezuelský telefonní i elektrárenský podnik nebo velké ropné projekty. Tržby z ropy pak pomáhají financovat bezplatné školství a zdravotní péči ve Venezuele.
V roce 2008 Chávez vyvlastnil cementárny mexické společnosti Cemex SAB, když se firma s vládou nedohodla na podmínkách převzetí majoritního podílu. S francouzskou firmou Lafarge a švýcarským koncernem Holcim se vláda dohodla, že ve venezuelských cementárnách zůstanou už jen partnery minoritními. Za 85 % ve venezuelské divizi Holcimu zaplatil Chávez odstupné 552 milionů dolarů a za 89 % akcií cementáren Lafarge 267 milionů dolarů.
V roce 2009 jednala vláda o kompenzaci za převzetí největší venezuelské ocelářské společnosti Sidor.
Dne 4. března 2009 Chávez nařídil vyvlastnit závod na zpracování rýže amerického koncernu Cargill a pohrozil vyvlastněním největší venezuelské potravinářské firmě Empresas Polar. Důvodem pro znárodnění bylo podle Cháveze to, že pobočka Cargillu porušovala místní zákony tím, že nedodávají na trh dostatek levné rýže za regulované ceny.
V červenci 2009 Chávezova administrativa převzala kontrolu nad Banco de Venezuela, která je třetí největší bankou v zemi a stát se tak stal nejvýznamnějším subjektem ve venezuelském bankovním systému.

## Vyznamenání

### Zahraniční vyznamenání
- Řád José Martího – Kuba, 17. listopadu 1999[18][19]
- velkokříž s řetězem Řádu prince Jindřicha – Portugalsko, 8. listopadu 2001[20]
- Řád Carlose Manuela de Céspedes – Kuba, 2004[21]
- Řád Islámské republiky Írán I. třídy – Írán, 29. července 2006[22][23]
- Řád Augusta Césara Sandina – Nikaragua, 11. ledna 2007[24]
- Řád přátelství mezi národy – Bělorusko, 23. července 2008
- Řád Srbské republiky II. třídy in memoriam – Srbsko, 6. března 2013[25]
- Řád Francisca Morazána in memoriam – Honduras, 27. ledna 2014[26]
- Řád palestinské hvězdy in memoriam – Palestina, 16. května 2014[27]

### Audiovizuální dokumenty
- (anglicky) The Revolution Will Not Be Televised – dokument o puči z roku 2002
- (anglicky)(česky) Válka proti demokracii – dokument o Chávezovi a ostatních vládách Jižní Ameriky